# جالست الويان
كان جالست الويان (الأرمينية: Գալուստ Ալոյան؛ ولد عام 1864 في يريفان - 1914) فدائيًا أرمنيًا وأحد رموز حركة التحرير الوطنية الأرمنية.